# Giorgio Cagnotto
 (octobre 2015).
Si vous disposez d'ouvrages ou d'articles de référence ou si vous connaissez des sites web de qualité traitant du thème abordé ici, merci de compléter l'article en donnant les références utiles à sa vérifiabilité et en les liant à la section « Notes et références ».
Franco Giorgio Cagnotto (né le 2 juin 1947 à Turin) est un plongeur italien, spécialiste du tremplin de 3 m.

## Biographie
Giorgio Cagnotto est considéré avec Klaus Dibiasi comme l'un des meilleurs Italiens dans cette spécialité. C'est le père de Tania Cagnotto qu'il entraîne. En 1991, il est admis dans l'International Swimming Hall of Fame,
Champion d'Europe en 1970, il est médaillé d'argent et de bronze aux  Jeux olympiques d'été de 1972, aux Jeux olympiques de 1976 et à ceux de 1980. Il remporte en outre l'épreuve du tremplin aux Jeux méditerranéens d'Alger en 1975.
Il est le père de la plongeuse Tania Cagnotto.